# Logania callosa
Logania callosa är en tvåhjärtbladig växtart som beskrevs av Ferdinand von Mueller. Logania callosa ingår i släktet Logania och familjen Loganiaceae. Inga underarter finns listade i Catalogue of Life.